# Роман Головинський
Роман Головінський (англ. Roman Holowinsky; нар. 26 липня 1979) — американський математик, українського походження відомий своїми роботами в теорії чисел і, зокрема, теорії модулярних форм. Нині він є професором в Університеті штату Огайо.
Головінський нагороджений премією SASTRA Ramanujan 2011 року за внесок у «галузях математики під впливом генія Срініваса Рамануджана», за доказ, з Каннаном Соундарараджаном, важливого випадку гіпотези унікальної квантової ергодичності (УКЕ). У 2011 році він нагороджений також премією Sloan Fellowship.
Роман здобув ступінь бакалавра в галузі науки, закінчивши Рутгерський університет у 2001 році. Потім він продовжив навчання і здобув докторський ступінь у 2006 році під керівництвом Генріка Іванеця.
З 2001 по 2006 рік був Президентом асоціації українських студентів в Рутгерському університеті (President of the Ukrainian Students Association)